# Szomolya
Szomolya es un pueblo ubicado en el distrito de Mezőkövesd, en el condado de Borsod-Abaúj-Zemplén, Hungría.

## Superficie
Posee una superficie de 22,69 kilómetros cuadrados.

## Demografía
Hasta 2019 la población era de 1538 habitantes, con una densidad de población de 67,78 habitantes por kilómetro cuadrado.